# 303e Infanteriedivisie (Duitsland)
De Duitse 303e Infanteriedivisie (Duits: 303. Infanterie-Division) was een Duitse infanteriedivisie tijdens de Tweede Wereldoorlog. De divisie werd opgericht op 31 januari 1945 uit onderdelen van de Truppenübungsplatz Döberitz. De eenheid deed in haar korte bestaan alleen dienst in het oosten van Duitsland.
Al enkele dagen na haar oprichting, op 2 februari, werd de divisie al ontbonden, nadat het werd verslagen in de slag rondom Halbe. De divisie stond haar gehele bestaan onder leiding van Rudolf Hübner. Restanten van de divisie werden samengevoegd tot een nieuwe divisie, die de naam Infanterie-Division Döberitz droeg. Deze eenheid vocht door tot in april, toen het werd vernietigd bij Küstrin.

## Samenstelling
- Grenadier-Regiment 300
- Grenadier-Regiment 301
- Grenadier-Regiment 302
- Artillerie-Regiment 303
- Pionier-Bataillon 303
- Feldersatz-Bataillon 303
- Panzer-Vernichtungs-Abteilung 303
- Füsilier-Bataillon 303
- Divisions-Nachrichten-Abteilung 303
- Divisions-Versorgungs-Regiment 303